# Ледяев, Алексей Семёнович
Алексе́й Семёнович Ледя́ев — латвийский религиозный деятель, основатель и старший пастор харизматической христианской конгрегации «Новое поколение» в городе Рига, автор ряда книг, в том числе книги «Новый мировой порядок».

## Биография и учение
Алексей Ледяев родился 1956 году в многодетной баптистской семье в Алма-Ате, Казахская ССР. В 1980-е годы переехал в Ригу, где присоединился к местной церкви евангельских христиан-баптистов.
Через несколько лет пережил «крещение Святым Духом» (в понимании христиан-пятидесятников). После этого присоединился к организации пятидесятников, которую возглавил после эмиграции в Швецию её пастора Николая Шевчука. Начал постепенно вводить в пятидесятничестве элементы харизматического богослужения (хлопки в ладоши, танцы, громкие молитвы), что вызвало недовольство консервативных пятидесятнических служителей. По решению совета епископов, Ледяев был отстранён от служения и вскоре основал новую церковь с теми, кто присоединился к нему.
Его учение близко к учению «Движения веры», так как в первые годы на него имел большое влияние пастор Ульф Экман (Уппсала, Швеция) и основанная последним церковная община «Слово жизни». Постепенно «Новое поколение» Ледяева дистанцировалось от других харизматических движений и провозгласило индивидуальность богословия, после чего РОСХВЕ официально объявил о разрыве связей и отношений с Ледяевым и основанным им движением. Ассоциированные с «Новым поколением» филиалы исключались из АЦХ «Союз христиан».
В 1998 году, Ледяев написал рок-оперу «Кифа» — повествующий о жизнеописании Иисуса Христа, если бы он жил в наше время. Позже был снят соответствующий телефильм.

## Критика

### «Новое поколение» как тоталитарная секта
На протяжении своей деятельности «Новое поколение» неоднократно характеризовалось как тоталитарная секта.

### Критика «Нового мирового порядка»
Некоторые критики утверждают, что идеи Ледяева по созданию «нового порядка», где все отрасли контролировались бы верующими людьми, и другие положения учения Ледяева. Критики указывают, что подобный порядок полностью нарушит законы об отделении церкви от государства, принятые в большинстве европейских государств. Теория Ледяева также подверглась критике со стороны представителей других христианских конфессий. Так, пастор шведской церкви «Слово жизни» Карл-Густав Северин полагает, что идеи Ледяева «опускают „Новое поколение“ до упаднической формы христианства, которая поглощена христианским экстремизмом и абсолютно не принадлежит здравому и сбалансированному христианству»; Северин считает также, что Ледяев пытается увести в своё движение людей из других церквей. Глава церкви пятидесятников России Сергей Ряховский назвал книгу Ледяева «Новый мировой порядок» ересью и указал на недопустимость смешения политики и церкви. Данное учение подверглось критике, в том числе со стороны протестантского евангелиста и пастора Ульфа Экмана.

### Отношения с Русской православной церковью
Большинство представителей Русской православной церкви весьма негативно относятся к Ледяеву и его деятельности. В частности Евгений Ошмарин, заместитель руководителя Миссионерского отдела Пермской епархии РПЦ назвал движение «Новое поколение» «деструктивным культом псевдохристианской харизматической направленности с оккультным уклоном». Ряд священников РПЦ раскритиковали игумена РПЦ Евмения (Перистого), который оценивал Ледяева, как пастора, «достойного подражания», а движение «Новое поколение» характеризовал как «образцовую церковь будущего». Неодобрение вызвала и позиция о. Олега Стеняева, который на совместной пресс-конференции с Ледяевым и Ряховским в 1999 году в Москве заявил: «Я посещал проповеди Алексея, был в кинотеатре, где он выступал… Проповеди Алексея мне представляются более живыми, интересными, они не оторваны от жизни, они не схоластичны совершенно. И это достаточно интересно».

### Отношения с Украинской православной церковью Киевского патриархата
В марте 2007 года отдельные священнослужители УПЦ КП приняли участие в совместных мероприятиях с церковью «Новое поколение», а также предложили Алексею Ледяеву прочитать проповедь в одном из храмов УПЦ КП в Запорожской области. Вскоре лидер УПЦ КП Филарет в своём открытом письме к настоятелю храма, в котором прошла проповедь, заявил, что проповеди лидера церкви опасны для суверенитета Украины, а сама церковь «имеет все признаки тоталитарной секты или тоталитарного культа» и отверг любые предложения совместной работы. В ответ представителями «Нового поколения» было выслано письмо с требованием принесения извинений. Руководство Украинской православной церкви Киевского патриархата заявило, что письмо не получало, а при его получении уполномоченные ими священники только повторят слова патриарха.
В январе 2009 года Ледяев поздравил патриарха Кирилла с избранием на пост предстоятеля Русской православной церкви, пожелав ему «благодати и премудрости».

### Критика политики Ледяева в отношении гомосексуализма
Алексей Ледяев неоднократно обвинял представителей сексуальных меньшинств в манипулировании обществом, утверждая, что их политическая деятельность способствует активизации исламских радикалов, и предлагал ввести уголовное преследование за гомосексуализм. Политика полного неприятия «Новым поколением» гомосексуализма является объектом критики ряда правозащитных организаций, усмотревших в этом пропаганду гомофобии и нетерпимости.

### Карикатура на Иисуса Христа и Ледяева
В январе 2007 года в газете Diena появилась статья с карикатурой на религиозную тематику, посвященная Ледяеву и его проповедям. На карикатуре изображены карлик и монстр. На животе монстра зачеркнуто слово «Ктулху» и написано «Иисус», а рядом стоит карлик и, показывая пальцем на чудовище, кричит: «Привет, я Ледяев. Я руковожу христианской церковью, которая молится Живому Богу!» Около 50-ти сподвижников «Нового поколения» в Киеве провели демонстрацию у стен посольства Латвии на Украине, выражая своё возмущение публикацией карикатуры.

### Запреты на въезд
В 2002 году Ледяев во время прохождения паспортного контроля был задержан в аэропорту Шереметьево-2 (г. Москва) и, по его словам без официальных объяснений, депортирован из Российской Федерации.
Кроме России, Ледяев является персоной нон грата в Армении, Белоруссии и Казахстане.
В общей сложности четыре раза получал официальный запрет на въезд на территорию Украины со стороны Службы безопасности Украины и Комитета по делам религии и национальности, однако эти решения отменялись при содействии местных религиозных деятелей «Нового поколения» обращавшихся к представителям власти, включая мэра Киева Л. М. Черновецкого и президента Украины В. А. Ющенко. В 2010 году сроком на один год ему был запрещён въезд на территорию Украины.